# Yolanda Retter
Yolanda Retter (New Haven, 1947 - Los Angeles, 18 de agosto de 2007) foi uma historiadora focada na história lésbica. Também foi arquivista, bibliotecária e ativista LGBTQIA+, que defendia os direitos, principalmente das lésbicas negras.

## Biografia
Nasceu em 1947, na cidade de New Haven, em Connecticut, como Yolanda Retter Vargas, filha de Yolanda e Henry. Passou sua infância em El Salvador, devido ao trabalho de seu pai. Foi durante o ensino médio que Retter percebeu sua sexualidade e se assumiu lésbica em 1969. Estudou na Pitzer College, fez mestrado de Biblioteconomia e Serviço Social na Universidade da Califórnia em Los Angeles, e doutorado em Estudos Americanos na Universidade do Novo México.
Assim que se formou, trabalhou para o Instituto para Mulheres da Califórnia como guarda prisional, e administrou uma casa de recuperação para mulheres na cidade de Los Angeles. Durante a década de 1970, foi membro fundador do grupo Lésbicas Latino-Americanas de Los Angeles, e membro do Connexxus Women's Center. Trabalhou como bibliotecária e arquivista para o Centro de Recursos de Estudos Chicanos da UCLA, entre 1989 e 1991, onde criou o primeiro banco de dados de biografias latinas. E foi líder na construção da coleção sobre história lésbica para o ONE National Gay & Lesbian Archives na Universidade do Sul da Califórnia.
Esteve em um relacionamento com sua companheira Leslie Golden Stampler por 13 anos, até seu falecimento no dia 18 de agosto de 2007, em sua casa em Los Angeles, devido a um câncer.

## Obras
- 1997 - Queers in Space. (coeditor)[2]
- 2003 - Gay and Lesbian Rights in the United States. (coautor)[2]
- 2007 - Great Events from History: Gay, Lesbian, Bisexual and Transgender Events, 1848-2006. (coeditor)[2]